# الیویه موتیس
 الیویه موتیس (انگلیسی: Olivier Mutis؛ زاده ۲ فوریهٔ ۱۹۷۸) یک تنیس‌باز اهل فرانسه است.